# Демарш (группа)

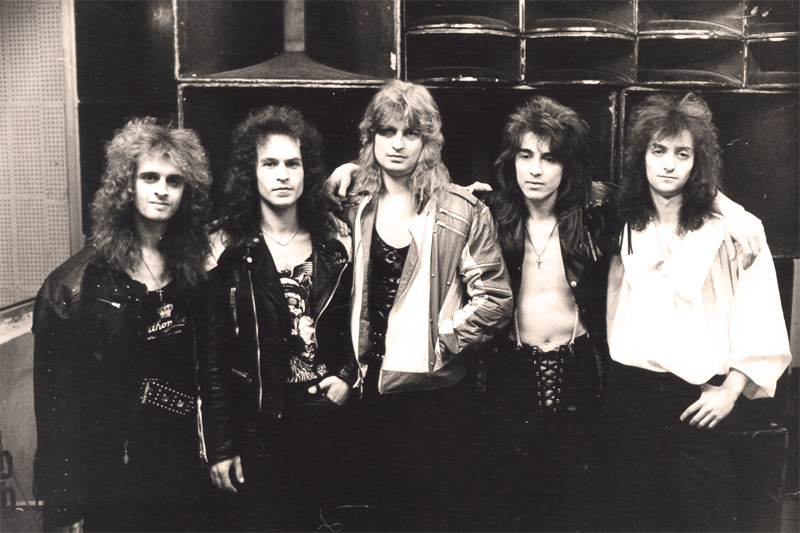
Ранние 90-е

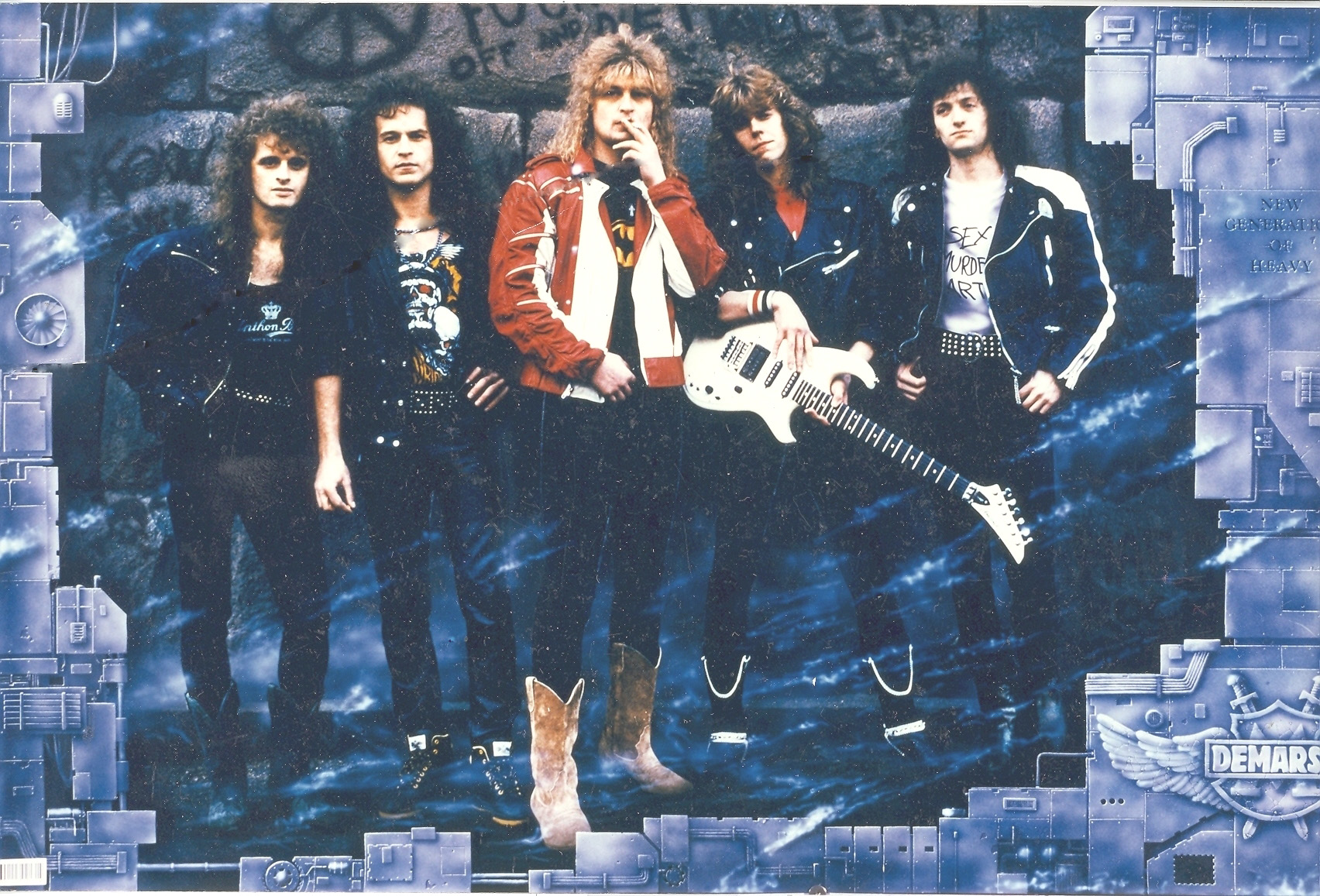
Плакат

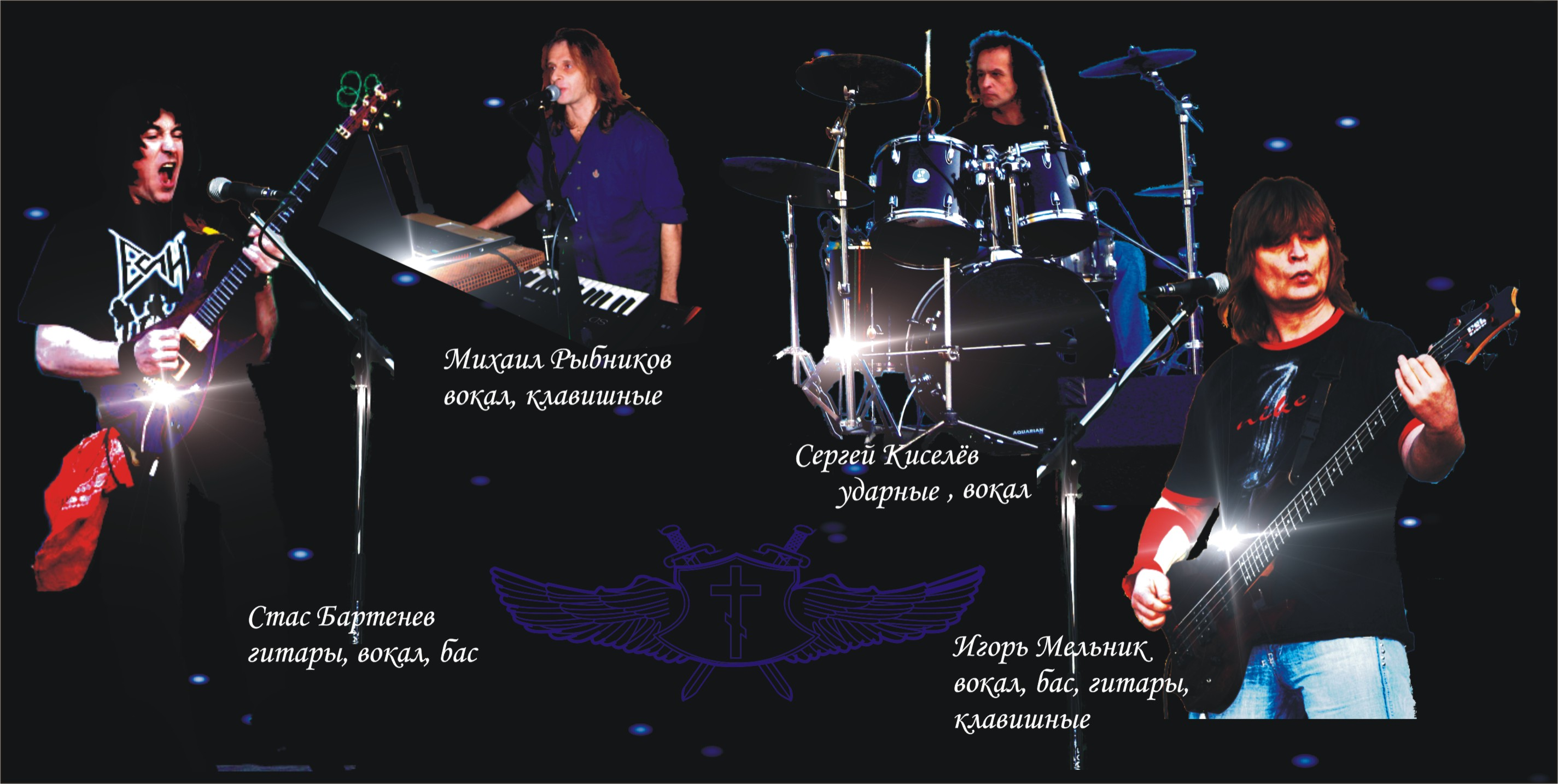
К альбому Америказия

«Демарш» — советская и российская рок-группа, созданная в 1990 году.

## История
Группа «Демарш» была основана в 1990 г. бывшими музыкантами «Визита», которым надоело играть чужую музыку под руководством директора Виталия Янюшкина. К тому времени сложился профессиональный коллектив, способный исполнять музыку любой сложности. Первый состав группы: Михаил Рыбников (клавиши, вокал, саксофон) — Игорь Мельник (вокал, ак. гитара), Сергей Киселёв (ударные), басист Александр Ситников и лидер-гитарист Михаил "Полбашки" Тимофеев (aka Хуцпа-кун). Команда стала одной из первых в нашей стране, работающей в стиле «нео хард-рок», ставшим модным на Западе в середине 80-х благодаря таким группам, как «Bon Jovi», «Def Leppard», «Aerosmith», «Europe», «Kiss». Повлияли на почерк команды и «Deep Purple» с «Whitesnake». Первое совместное выступление состоялось на 30-ти тысячном стадионе «Металлист» в Харькове, а телевизионная съёмка — на фестивале «Звуковая дорожка» во Дворце спорта Лужников в пятницу 13 октября 1989 года под названием «Визит». Тогда первый раз были исполнены только что совместно написанные первые три песни: «Леди Полнолуние», «Ночь без тебя» и «Страна моя, страна». Команда готовилась к большому сольному турне по Краснодарскому краю, и новый творческий тандем Рыбников — Мельник включился в работу по написанию песен для новой программы. Но некоторые песни рождались прямо на репетициях, так что их авторами можно смело считать всю группу. После гастролей по югам группа уходит от Виталия Янюшкина, берёт название «Демарш» и записывает те песни, которые были обкатаны в поездках.
Первая же поездка в Питер на съёмки телепередачи «Топ-секрет» неожиданно приносит ошеломляющий успех. Более 15 тыс. человек встретили «Демарш» «на ура» с первых же аккордов выступления в СКК, а последующие 8 месяцев песни «Ты будешь первым» и «Последний поезд» стойко держали лидерство в разделе «Музыка для рук» передачи «Топ-секрет». Затем клип «Ты будешь первым» становится лучшей рок — композицией по письмам зрителей молодёжной телепередачи «Марафон-15». В начале лета «Демарш» снова отправляется бомбить Питер на фестиваль «Белые ночи», затем вместе с «Рондо» и Виктором Зинчуком участвует в фестивале «Рок против алкоголя». В этот период и появляется дебютный альбом «Ты будешь первым», выпущенный фирмой «Мелодия» на виниловом носителе. Еще в конце 1991 года «Демарш» частично меняет состав. Вместо гитариста Михаила Тимофеева в группу приходит Станислав Бартенев, известный по выступлениям в «Чёрном кофе» и «Если». Стас участвует в записи новой версии песни «Последний поезд» для съёмки клипа, и своеобразного гимна команды, который так и назвали — «Демарш».
Группу покидает директор Андрей Харченко, поэтому музыкантам приходится брать его обязанности на себя. Тем не менее, группа приглашена в г. Приозерск для участия в грандиозном фестивале под открытым небом «Рок против наркотиков». Аудитория — более 20 тыс. зрителей. Наряду с «Демаршем» участвуют: «Наутилус Помпилиус», «Мастер», «Рондо», «Пикник» и др. Группа должна была работать предпоследней и, по замыслу организаторов, исполнить всего три песни. Так случилось, что каждый участник включил в свою программу по одному хиту из репертуара западных рок-звезд. «Рондо» исполнили «Sailing» Рода Стюарта, «Наутилус Помпилиус» — «Paint It Black» «Rolling Stones», питерская «Паутина» — «Rock & Roll» из репертуара «Led Zeppelin». «Демарш» исполнил композицию «Deep Purple» «Highway Star». По реакции зрителей на выступление московской команды устроители фестиваля внесли коррективы в программу, и «Демарш» закрывал фестиваль уже шестью песнями в качестве хэдлайнеров. Как ни странно, при наличии популярности, на группу гастроли не хлынули нескончаемым потоком, сказывалось отсутствие грамотного импресарио, способного организовать «чёс» по всей стране. В этой ситуации появился новый директор — Елена Дроздова, благодаря которой дела пошли на лад и команда стала более — менее зарабатывать. Переворот 1991 года встретили в Тюмени, откуда с трудом смогли улететь домой.
В конце 1992 года был смонтирован короткометражный фильм, в который вошли все клипы группы, фрагменты концертных выступлений и презентации дебютного альбома. Фильм несколько раз был показан по телевидению. В 1993 г. гитарист Стас Бартенев покидает коллектив для продолжения работы над своим сольным проектом «Если», и с группой репетирует музыкант из Волгограда Дмитрий Горбатиков. Первым и последним продуктом их совместного творчества становится песня «Если ты вернешься домой», записанная позже Игорем Мельником для своего сольного альбома «Виновата гитара». Уже после окончательного распада группы Михаил Рыбников, Александр Ситников и Дмитрий Горбатиков также записали эту песню. А пока группа продолжала писать новые песни и репетировать, ведь нужен был новый, ещё более яркий альбом. И вроде всё складывалось неплохо, но опять забуксовали гастроли, со спонсорством не получалось, и музыкантам было всё тяжелее верить в успешное продвижение вперёд, хотя клипы телевизионные каналы крутили с удовольствием и бесплатно. В такой противоречивой ситуации «Демарш» прекращает своё существование, чтобы вновь собраться через семь лет. В конце 90-х барабанщик группы Сергей Киселёв осуществил давнюю мечту и построил собственную профессиональную тон-студию, освоив сразу несколько профессий: строителя, монтажника, звукорежиссёра и саунд-продюсера. В освоении студии ему стали помогать Игорь Мельник и Стас Бартенев, к этому времени возродивший свой сольный проект группу «Если». Таким образом, в плане эксперимента были записаны несколько песен для сольных проектов Игоря и Стаса. С тех пор на студии Сергея был записан не один альбом самых разных исполнителей от попсы до панк-рока. Дошло дело и до «Демарша», дело в том, что альбом «Ты будешь первым» был выпущен фирмой «Мелодия» только на виниловых носителях, и лишь три песни, вошедшие в сборник «Русский рок», были на CD, выпущенном той же фирмой для реализации в Европе (в частности в Германии). Решив перезаписать несколько своих известных песен, музыканты приступили к работе над альбомом с прицелом выпуска на CD. Кроме таких песен, как «Глория», «Ты будешь первым», «Последний поезд», в пластинку вошли несколько новых вещей, а к работе над альбомом присоединился ещё один демаршивец — композитор, клавишник, саксофонист и вокалист Михаил Рыбников, так что группа работала на студии почти в полном составе. Альбом назвали "Неформат-21.00″, так как на все попытки протолкнуть песни на радио ответ был один: «Это не наш формат…», с этого для группы и начиналось новое тысячелетие. После выхода пластинки «Демарш» начинает репетировать новую сольную программу, состоящую из старых и новых песен в следующем составе: Игорь Мельник (вокал, ак. гитара); Стас Бартенев (гитара, вокал); Сергей Киселёв (ударные), Александр Иншаков (не каскадёр, а его тёзка и однофамилец бас-гитарист). Михаил Рыбников, написавший музыку ко всем старым демаршевским хитам, от участия в проекте отказался, и музыканты устраивают прослушивания, чтобы взять ещё одного гитариста. После тщательного отбора в группу был приглашён 25-летний Алексей Иовчев, впоследствии с успехом работавший в мюзикле «Queen» «We Will Rock You». В таком составе в течение года группа работала по московским рок — клубам, после чего в 2002 году приступила к записи песен для нового альбома, который действительно отвечает названию «Демарш» (протест, предупреждение). Каждая песня на нём выстрадана, поэтому и выход пластинки планировался на 2006 год, но состоялся только в 2010. Название заглавной песни «Мы же — русские», как и самого альбома «Америказия» говорят сами за себя. В том же 2002 году группа приступила к записи альбома для футбольного клуба «Локомотив» (Москва), который был закончен в 2004 году, а релиз состоялся в июне 2005 года. Болельщикам «Локо» многие песни были уже знакомы из Интернета, эфиров в программе «Вперёд, Локо!», шедшей по воскресеньям на ТВЦ, а также из трансляций на стадионе во время домашних матчей «Локомотива». Режиссёр программы Артём Бочаров предложил снять клипы на некоторые песни, что и было сделано им и его творческой бригадой: оператором Эдуардом Миловидовым и видеоинженером Борисом Дзгоевым. Видеоклипы решено было разместить на том же альбоме «Локо-мотив» в формате AVI, так что диск можно не только прослушать, но и кое-что посмотреть. Альбом на сегодняшний день продан полностью и стал настоящим раритетом не только у болельщиков «Локо», но и просто любителей хорошей музыки. Сотрудничество с клубом продолжалось, и в 2006 году состоялся концерт группы на стадионе «Локомотив», посвящённый открытию памятника паровозу, собравший несколько тысяч человек и, по отзывам, прошедший с огромным успехом. В том же году группа приняла участие в фестивале «Эммаус-фест» и дала несколько клубных концертов. В состав вместо Стаса Бартенева, занятого своим проектом «Если», влился гитарист Александр Кириченко, на бас-гитаре играл Александр Иншаков, который позже с успехом работал в мюзикле «Mamma Mia» и занялся освоением уникального музыкального инструмента «стик» (симбиоза гитары и бас-гитары). Александр до сих пор является одним из немногих отечественных музыкантов, владеющих техникой игры на нём.
А годом раньше, в сентябре 2005, скоропостижно скончался первый руководитель группы «Визит» (из последнего состава которой был создан «Демарш») Виталий Янюшкин, который немало сделал для становления коллектива. Скорбим и помним.
С 2006 года Сергей Киселёв и Игорь Мельник влились в группу Стаса Бартенева «Если». При этом Игорь Мельник стал упорно осваивать бас-гитару, навыки игры на которой пригодились при завершении альбома «Америказия». Михаил Рыбников продолжал работать сольно как певец и саксофонист, а Александр Ситников давно и успешно занимался музыкальным менеджментом. Таким образом, в «Демарше» и «Если» одновременно стали работать Мельник, Бартенев и Киселёв, а Рыбников периодически присоединялся к демаршевским концертам, которых, однако, было немного. Все силы были брошены на программу «Если», и после выхода в свет альбома «Америказия» «Демарш» почти не давал концертов. Тем не менее, группа приняла участие в общероссийском фестивале, посвящённом 25-летию Чернобыльской катастрофы, специально для которого была написана потрясающая песня «Мёртвая зона». За создание этой композиции группа была отмечена Почётной грамотой «Союза „Чернобыль“ России» и мини-орденами фонда «Книга мира», проводившего фестиваль. В 2011 году Сергей Киселёв прекращает музыкальную деятельность, и в «Если» приходит барабанщик Юрий Лашков, стоявший у истоков этой группы. Тем временем Мельник начинает писать песни для нового альбома, а в 2013 году покидает «Если», чтобы в который раз собрать новый состав «Демарша». Юрий Лашков соглашается принять участие в проекте так же, как и Михаил Рыбников. В группу были приглашены гитарист Ян Комарницкий и импресарио Дмитрий Яковлев, ранее работавший с Виктором Зинчуком и Юрием Лозой. С октября 2013 по май 2014 года группа совершает колоссальный «рывок»: делает 2-х часовую концертную программу из всех хитов и лучших новых песен, играет сольные концерты на ведущих рок-площадках столицы, добравшись и до МСА Лужники, участвует и является организатором и хэдлайнером нескольких фестивалей. Да и зазвучала группа по-новому, разнообразив аранжировки, используя вокальный потенциал и инструментальное мастерство всех музыкантов. Новый альбом не за горами…

## Дискография

### Студийные альбомы
- «Ты будешь первым» Фирма «Мелодия», 1991 год. Записи 1989, 1990 гг. (C60 31579 004)
- «Неформат-21.00» «Silver records» 2001 год. (SLVR002-2)
- «Локо-мотив» 2005 год. (www.DISCART.ru)
- «Америказия» 2010 год.
- «ПОКЕМАНИЯ» 2018 год.
- «Антивирус» 2022 год.
- «Спасти Безумный Мир» 2025 год.

### DVD-CD альбом
- «Демарш 25. Юбилейный концерт» (Известия холл 20.12.15) 2016 год.

### Сборники
- Русский рок-91. 1991 г. «Мелодия» (SUCD 60-00286)
- Музыка твоих крыльев. Настоящие русские рок-баллады. Vol. 1 2004 год. «JetNoise records/Мистерия Звука» (JN-034-2)
- Музыка твоих крыльев. Настоящие русские рок-баллады. Vol. 2 2005 год. «JetNoise records/Мистерия Звука» (JN-044-2)
- Музыка твоих крыльев. Настоящие русские рок-баллады. Vol. 3 2005 год. «JetNoise records/Мистерия Звука» (JN-075-2)
- Rock Over Russia. 2005 год. «JetNoise records/Мистерия Звука» (JN-049-2)

### Сольные альбомы
Игорь Мельник
- Мы любим «Спорт». (2009)
- «Звезда Локо». (2006)
- «Виновата гитара». (1996)

Стас Бартенев (Группа «ЕСЛИ»)
- «Последний день» (1993)
- «Последняя правда» (1996)
- «Ночное зрение» (1998)
- «Мои дорогие» (ак. альбом) (1999)
- «Златая Русь» (2000)

## Самые известные песни
- «Ты будешь первым»
- «Последний поезд»
- «Глория»

## Статьи
- Алексей БОГОМОЛОВ. КОМУ АДРЕСОВАН «ДЕМАРШ»? (Московский Комсомолец, 16 мая 1991 года)[2],[3]
- Андрей ДОМНИЧ. ТАКОЙ МЕЛОДИЧНЫЙ «ДЕМАРШ». (Собеседник, 14 апреля 1992 года)
- Алексей БОГОМОЛОВ. «ДЕМАРШ» НЕ ОСТАНАВЛИВАЕТСЯ. (Московский Комсомолец, 17 апреля 1992 года)
- Очень мелодичный «ДЕМАРШ». Музыкальная газета[4]